# Авлакоген
Авлакоген је неразвијени рифт, једна грана троструког система рифтовања изнад вруће тачке, од које се не може развити рифт. Тачка тројног пуцања испод континенталне плоче изазива пуцање по правцима који међусобно стоје под углом од 120 степени. У процесу развијања континенталног рифта, на једној грани троструког система обично долази до прекида у ширењу, па је немогуће да се из ове гране развије рифт. Резултујући неразвијени рифт назива се авлакоген, и представља систем грабена, запуњеног седиментима. Термин авлакоген изведен је од грчке речи aulax, која означава плуг, а предложио је совјетски геолог Николас Шатски 1946. године.
Кора у области авлакогена је ослабљена због претходне активности рифтовања, па може бити и сеизмички активна, а такође се може развити и вулканска активност. С обзиром на то да су авлакогени места где је Земљина кора јако слаба и тања него у околним подручјима, они се, у одговарајућим условима, могу реактивирати и формирати активни рифт, као што се догодило у случају Отава-Бончере грабена у Онтарију и Квебеку, у Канади, приликом пуцања Пангее.